# Gallmannsegg
Gallmannsegg è una frazione di 305 abitanti del comune austriaco di Kainach bei Voitsberg, nel distretto di Voitsberg, in Stiria. Già comune autonomo, il 1º gennaio 2015 è stato aggregato a Kainach bei Voitsberg assieme all'altro comune soppresso di Kohlschwarz.